# Luigi Laterza
Luigi Laterza (Cassano all'Ionio, 25 marzo 1784 – Crotone, 11 febbraio 1860) è stato un vescovo cattolico italiano.

## Biografia
Nato a Cassano all'Ionio il 25 marzo 1784, venne ordinato presbitero il 16 aprile 1808.
Il 7 maggio 1853 venne ordinato vescovo di Crotone da papa Pio IX; ricevette l'ordinazione episcopale il successivo 27 giugno nella basilica di Sant'Andrea della Valle a Roma dal cardinale Antonio Maria Cagiano de Azevedo e dai co-consacranti Stefano Scerra, arcivescovo titolare di Ancira, e Ferdinando Girardi, vescovo di Sessa Aurunca.
Mons. Laterza si spense a Crotone l'11 febbraio 1860.

## Genealogia episcopale
La genealogia episcopale è:
- Cardinale Scipione Rebiba
- Cardinale Giulio Antonio Santori
- Cardinale Girolamo Bernerio O.P.
- Arcivescovo Galeazzo Sanvitale
- Cardinale Ludovico Ludovisi
- Cardinale Luigi Caetani
- Cardinale Ulderico Carpegna
- Cardinale Paluzzo Paluzzi Altieri degli Albertoni
- Papa Benedetto XIII
- Papa Benedetto XIV
- Papa Clemente XIII
- Cardinale Giovanni Carlo Boschi
- Cardinale Bartolomeo Pacca
- Papa Gregorio XVI
- Cardinale Antonio Maria Cagiano de Azevedo
- Vescovo Luigi Laterza

## Opere
- Dottrina cristiana ridotta in forma di piccolo catechismo, Napoli, s.e., 1855;
- Editti emanati nel corso della S. Visita tenuta nel 1854, Napoli, Ranucci, 1855;
- Ordo Divini Officii ad horas canonica set missae sacrificium quotidie servandus in civitate et diocesi crotonensi, Napoli, s.e., 1857.